# Alfonso Principato
Alfonso Principato (Agrigento, 27 febbraio 1945 – Racalmuto, 15 aprile 1985) è stato un carabiniere italiano, insignito di Medaglia d'oro al valor militare alla memoria.

## Biografia
Nativo di Agrigento alla fine della Seconda guerra mondiale, prestò servizio presso il Reparto Radiomobile della Compagnia dei Carabinieri di Canicattì. Fu ucciso durante un conflitto a fuoco da un gruppo di rapinatori favaresi, nelle campagne di Racalmuto il 15 aprile 1985, dopo un estenuante inseguimento dei fuggitivi.
Assolti gli obblighi scolastici, prestava prima servizio militare presso il 114° Reggimento Fanteria di Gorizia per poi arruolarsi nell'Arma, il 14 gennaio 1966, frequentando il previsto corso formativo per Allievi Carabinieri presso il Battaglione di Chieti. Svolse servizio presso le Stazioni Carabinieri di Castelnovo ne' Monti (RE), Piacenza principale, Farini d'Olmo (PC), Bobbio (PC), Parma principale, il Nucleo Radiomobile di Parma, Nucleo Radiomobile di Palermo, Nucleo Radiomobile di Sciacca, Nucleo Radiomobile di Alcamo (TP) e, infine, presso la Compagnia di Canicattì (AG) dove raggiunse il grado di Appuntato.  

## Dediche e riconoscimenti
In suo nome è intitolata la caserma della Compagnia Carabinieri di Canicattì (AG).